# Muzeum Sztuki Nowoczesnej w Warszawie
Muzeum Sztuki Nowoczesnej w Warszawie (MSN) – muzeum sztuki nowoczesnej w Warszawie założone w 2005, w latach 2005–2022 instytucja kultury współprowadzona przez Ministerstwo Kultury i Dziedzictwa Narodowego i miasto Warszawa, od 2023 samorządowa instytucja kultury prowadzona przez miasto Warszawa.
Od stycznia 2008 do marca 2017 Muzeum Sztuki Nowoczesnej w Warszawie prowadziło działalność w siedzibie tymczasowej w lokalu przy ulicy Pańskiej 3, w bezpośrednim sąsiedztwie Pałacu Kultury i Nauki. W marcu 2017 otworzyło nową przestrzeń wystawienniczą na Wybrzeżu Kościuszkowskim 22, nadając jej nazwę „Muzeum nad Wisłą”. 25 października 2024 została oddana do użytku Siedziba Muzeum Sztuki Nowoczesnej na pl. Defilad (Marszałkowska 103).
Organizowane przez Muzeum wystawy, wydarzenia kulturalne i edukacyjne oraz wydawane publikacje służą wypracowaniu kompleksowego programu działalności w przyszłej siedzibie na placu Defilad. Muzeum realizuje programy badawcze w zakresie historii sztuki najnowszej, sukcesywnie rozbudowuje swoją ofertę dla publiczności, skoncentrowaną na sztukach wizualnych, projektowaniu graficznym, wzornictwie i architekturze. Do kluczowych zadań Muzeum należy gromadzenie kolekcji dzieł sztuki, która prezentowana będzie w nowym gmachu.
Od 2007 dyrektorem muzeum jest Joanna Mytkowska.

## Historia

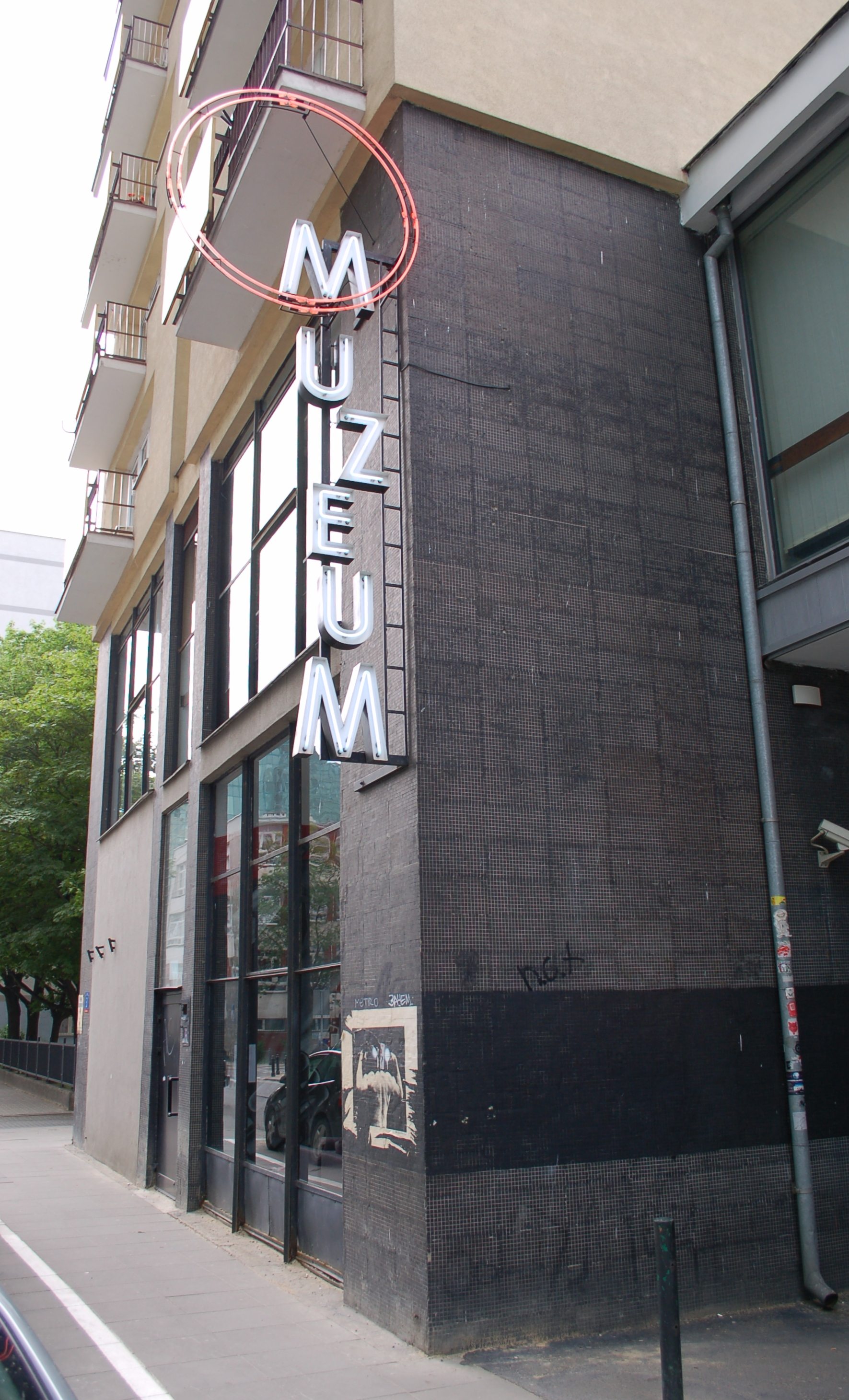
Muzeum na Pańskiej

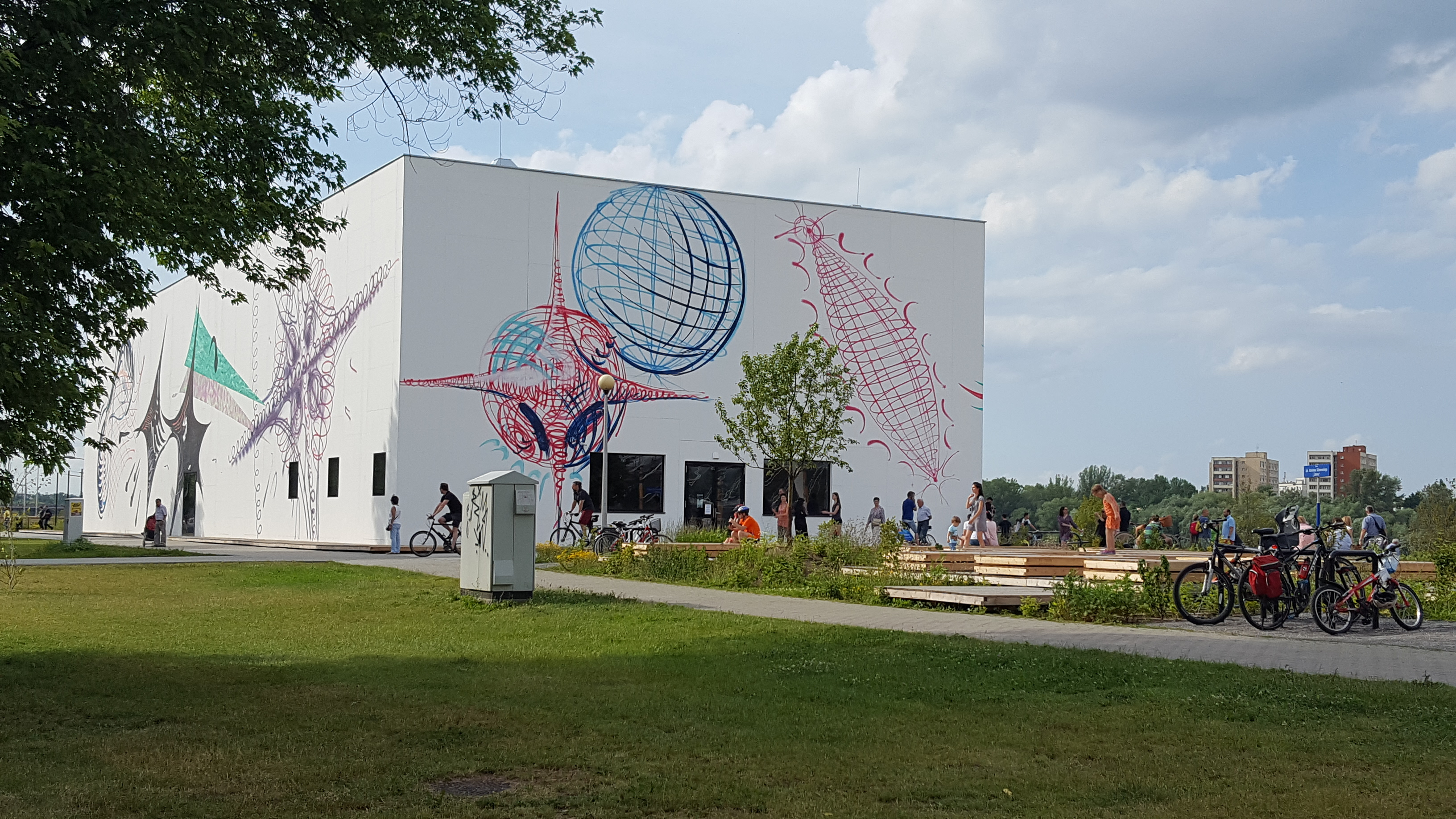
Muzeum nad Wisłą architekta Adolf Krischanitz – siedziba przy bulwarach wiślanych (2017–2024)

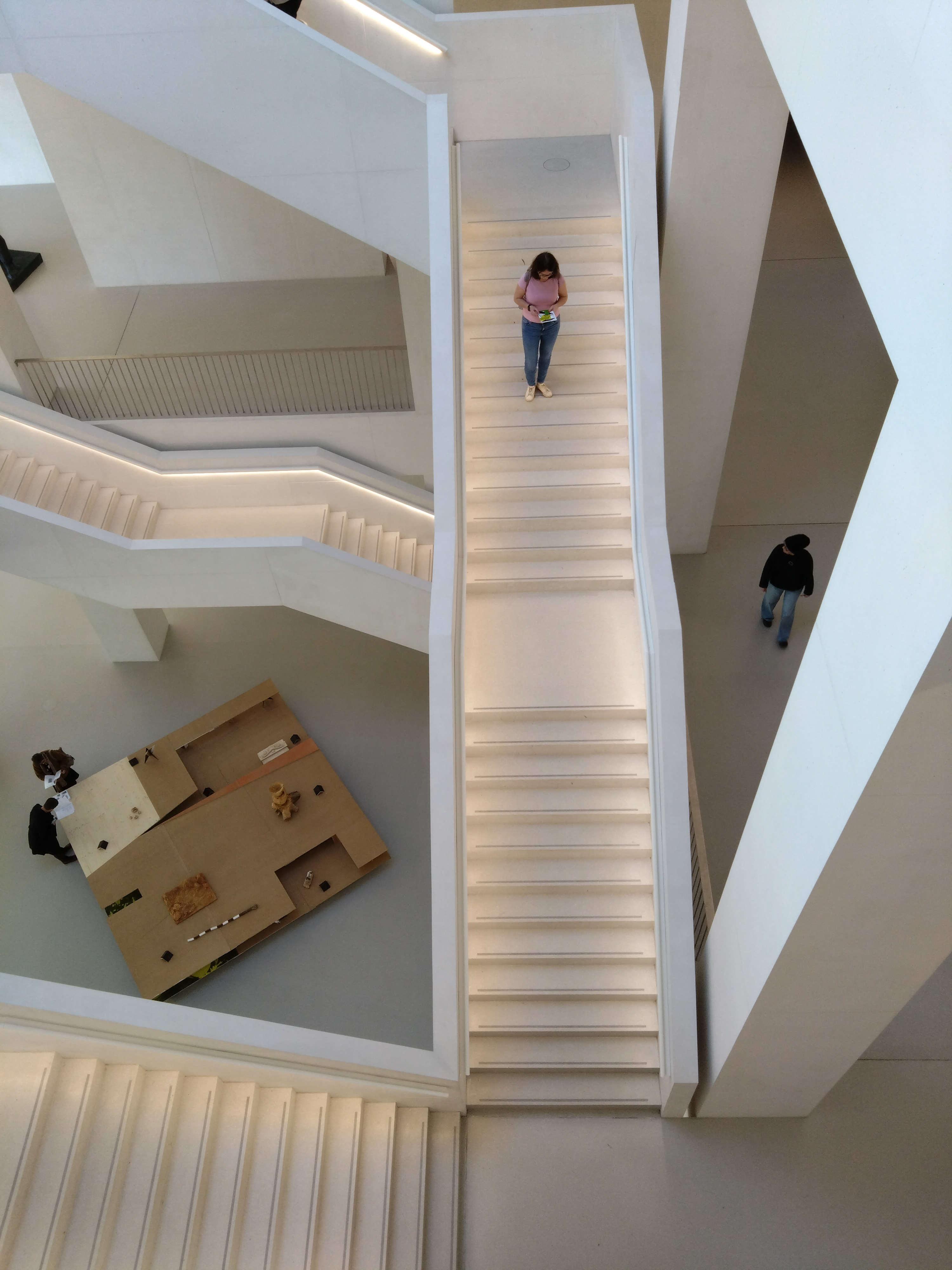
Wnętrze nowego budynku MSN, hol główny ze schodami

W 2006 ogłoszono międzynarodowy konkurs architektoniczny na projekt siedziby muzeum. Konkurs rozstrzygnięto 18 lutego 2007. Wzięło w nim udział 109 projektów. Pierwszą nagrodę otrzymała koncepcja przedstawiona przez szwajcarskiego architekta Christiana Kereza. Budynek o powierzchni około 30 000 metrów kw. miał zostać zrealizowany w latach 2012–2016 po północnej stronie pl. Defilad i wschodniej stronie ul. Marszałkowskiej (w miejscu gdzie wcześniej stała hala Kupieckich Domów Towarowych). 12 kwietnia 2008 prezydent Warszawy Hanna Gronkiewicz-Waltz i Christian Kerez podpisali umowę na wykonanie projektu muzeum. Latem 2008 roku władze miasta stołecznego Warszawy zdecydowały o zmianie programu funkcjonalnego muzeum i doprojektowaniu wewnątrz budynku pomieszczeń dla teatru TR Warszawa. W rezultacie projekt uległ znaczącej ewolucji, a prace projektowe uległy znacznemu wydłużeniu. Ostateczna koncepcja budynku została zaprezentowana latem 2010 roku. W maju 2012 roku urząd miasta zerwał umowę z Christianem Kerezem, zarzucając mu wielomiesięczne opóźnienia w przekazywaniu dokumentacji projektowej.
Równocześnie zdecydowano, że przez kolejne cztery lata (2012–2016) tymczasową siedzibą muzeum będzie dotychczas zajmowany przez MSN dawny Dom Meblowy „Emilia” przy ul. Emilii Plater 51.
Ostatecznie wykonanie projektu architektonicznego budynku muzeum powierzono w 2014 nowojorskiej pracowni Thomas Phifer and Partners. Honorarium za projekt wyniosło 28 mln zł. Budowa ma kosztować ok. 416 mln zł, a budynek teatru – ok. 125 mln zł. Budynek zaprojektowany został we współpracy z biurem APA Wojciechowski Architekci a generalnym wykonawcą została firma WARBUD. 
Siedziba Muzeum Sztuki Nowoczesnej na pl. Defilad miała zostać oddana do użytku w drugiej połowie 2023; po opóźnieniach datę otwarcia przesunięto na 25 października 2024. Poczta Polska wydała znaczek pocztowy upamiętniający otwarcie muzeum.
Do czasu wybudowania docelowej siedziby na placu Defilad muzeum organizowało wystawy w Muzeum na Pańskiej – tymczasowej siedzibie przy ul. Pańskiej – i w Muzeum nad Wisłą, specjalnym pawilonie ekspozycyjnym, który stanął przy warszawskich bulwarach wślanych (adres: Wybrzeże Kościuszkowskie 22), w sąsiedztwie Centrum Nauki Kopernik i Biblioteki Uniwersytetu Warszawskiego. Pawilon nad Wisłą został użyczony Muzeum bezpłatnie przez fundację Thyssen-Bornemisza Art Contemporary.
Otwarcie nowej siedziby MSN przy ulicy Marszałkowskiej 103 nastąpiło w piątek 25 października o godz. 20:00 premierą nowego projektu Wojciecha Bąkowskiego „Jasna przyszłość”, zaprezentowanego w podcieniach budynku; na fasadzie muzeum wyświetlona została praca multimedialna Agnieszki Polskiej zatytułowana „Przepowiednia” a we wnętrzu MSN zaprezentowana będzie wystawa poświęcona sztuce kobiet. Z ceremonii otwarcia odbyła się transmisja stream na stronie muzeum i na kanał instytucji na YouTube a także w środowisku Minecraft. 
Fasada budynku to podwieszana fasada betonowa z białego betonu architektonicznego barwionego w masie — wykonana po raz pierwszy w Polsce, ale także w Europie; Użyte materiały i technologie wybrane tak by w założeniu ograniczyć niszczenie i konieczność napraw. Projekt budowy i wykończenia wnętrz był realizowany w nawiązaniu do najlepszych lat modernizmu — niektóre rozwiązania przypominają uniwersalne formy i detale od zawsze obecne w architekturze i budownictwie.
Na parterze budynku znajdują się całkowicie przeszklone foyer, audytorium, przestrzeń edukacyjno-wykładowa, galeria ekspozycji czasowej, sklep i kawiarnia. Wszystkie przestrzenie na parterze spełniają funkcje publiczne i są widoczne z zewnątrz. Na pierwszej kondygnacji podziemnej zaprojektowano kino z widownią mieszczącą 150 osób, przestrzeń edukacyjną, pracownie konserwatorskie, magazyny i pomieszczenia techniczne. Z kolei na drugiej kondygnacji zaplanowano pomieszczenia do przechowywania i konserwacji dzieł sztuki oraz pozostałe pomieszczenia techniczne. Całkowita powierzchnia użytkowa budynku wynosi około 19 800 m², z czego 4 500 m² przeznaczono na ekspozycje muzealne.
Równocześnie na fasadzie budynku muzeum wyświetlona zostanie praca multimedialna Agnieszki Polskiej zatytułowana „Przepowiednia”. Artystka łączy w niej zarówno tekst jak i animację. Wideo składać się będzie z losowo wyświetlanych „wróżb”, czyli wypowiedzi dotyczących przyszłości.

## Założenia programowe
Treść tej sekcji może nie być zgodna z zasadami neutralnego punktu widzenia,
ponieważ konieczne przedstawienie z neutralnym punktem widzenia.
 Po wyeliminowaniu niedoskonałości należy usunąć szablon {{Dopracować}} z tej sekcji.

Muzeum ma na celu prezentowanie dorobku i przemian sztuki polskiej XX i XXI wieku w kontekście międzynarodowym; sukcesywnie tworzy kolekcję sztuki (obecnie liczącą ponad 400 prac), przedstawia znaczące najnowsze zjawiska z dziedziny sztuk wizualnych, filmu, teatru i muzyki, a także prowadzi działalność edukacyjno-badawczą. Według założeń programowych Muzeum ma stanowić platformę dialogu między tradycją i nowymi prądami, co pozwoli na stałe odnawianie historycznej pamięci „bliskiej” oraz na społeczne negocjowanie zmieniającej się hierarchii wartości w szeroko rozumianej dziedzinie kultury.

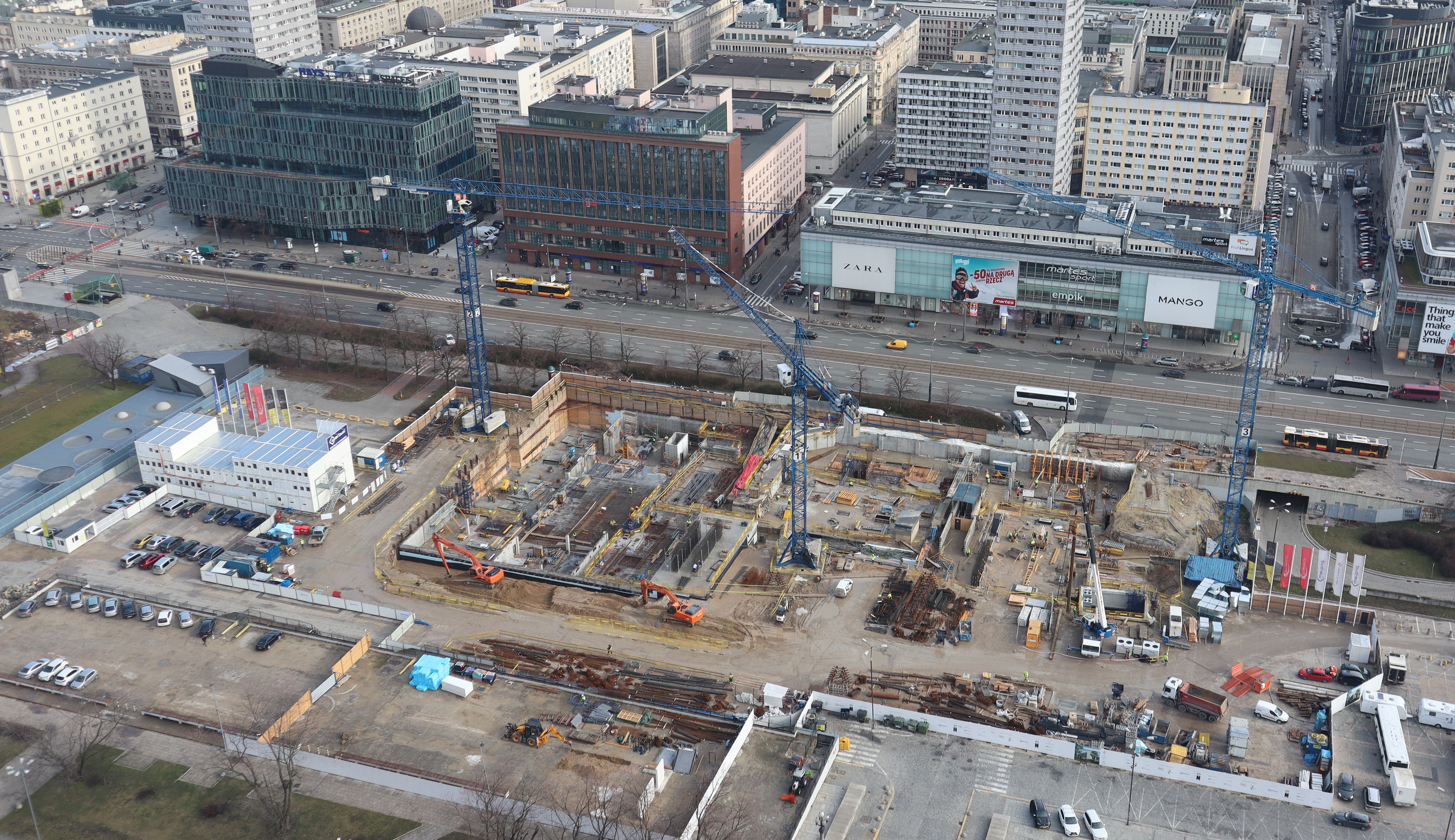
Budowa siedziby MSN, 2020

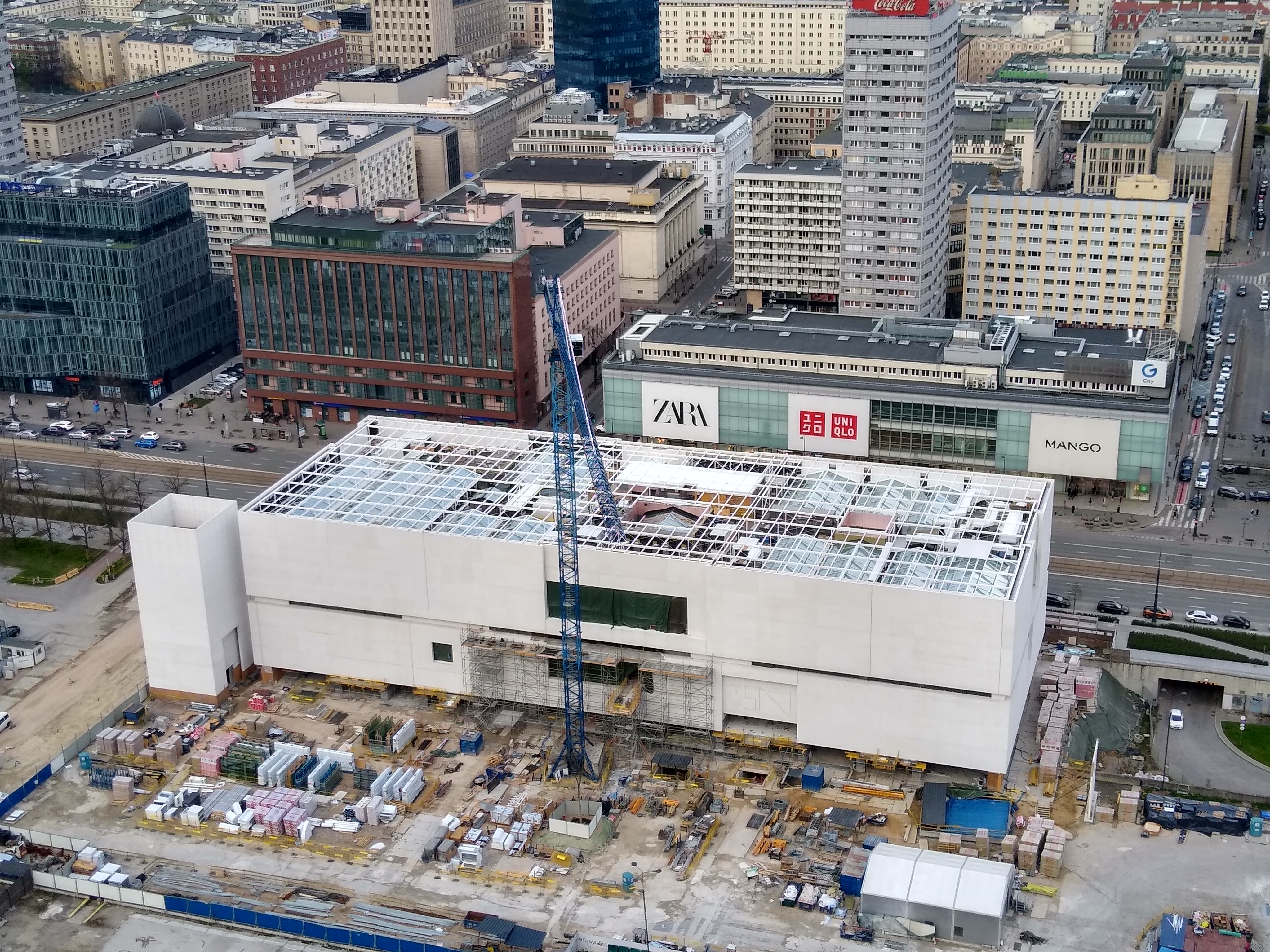
Budowa siedziby MSN, 2023

Muzeum – otwarte na sztukę w najszerszym tego słowa znaczeniu – jest nastawione na współdziałanie z wieloma zróżnicowanymi kręgami polskiego społeczeństwa oraz na komunikację z publicznością międzynarodową i środowiskami twórczymi.
Kolekcja własna, wystawy czasowe, jak również program multimedialny są wspierane przez ofertę edukacyjną adresowaną do wielu grup społecznych i wiekowych, ze szczególnym uwzględnieniem młodzieży szkolnej i akademickiej.
Działalność muzeum ma służyć podniesieniu poziomu wiedzy i zainteresowania społeczeństwa sztuką przez budowanie problemowych odniesień do tradycji i historii; rozwijać i wspierać międzynarodową współpracę zmierzającą do kształtowania europejskiej tożsamości kulturowej i społecznej. Dotyczyć to ma zarówno inicjowania przez Muzeum wymiany artystycznej i naukowej z udziałem artystów i osób pracujących w obszarze kultury – historyków sztuki najnowszej, kuratorów wystaw, krytyków sztuki – jak i uczestnictwa Muzeum w międzynarodowym obiegu dzieł sztuki i przedsięwzięć z obszaru kultury współczesnej. Docelowo dzięki swej lokalizacji i historycznemu otoczeniu Muzeum będzie szczególnie powołane do działań stymulujących dialog międzykulturowy.
Lokalizacja budynku i dynamika programu Muzeum mają pozwolić jednocześnie na stworzenie przestrzeni rekreacji, jak i organizacji czasu wolnego dla mieszkańców Warszawy i gości miasta.
Obok koncepcji programowej, ważny jest również aspekt społeczno–gospodarczy.
Poprzez udział w wytwarzaniu PKB, tworzeniu nowych, trwałych miejsc pracy i podnoszeniu jakości życia mieszkańców muzeum wpisywać się będzie w ekonomiczny aspekt kultury jako znaczącego czynnika stymulującego rozwój kraju.

## Dyrektorzy
- Tadeusz Zielniewicz (2005–2007)
- Joanna Mytkowska (od 2007)

## Działalność bieżąca

Logo MSN

Na początku działalności Muzeum Sztuki Nowoczesnej w Warszawie wydawało dwumiesięcznik „Muzeum” poświęcony tematyce związanej z działalnością programową, z muzealnictwem oraz z projektami badawczymi i teorią sztuki. Pierwszy numer „Muzeum” ukazał się w październiku 2007 roku, ostatni – w sierpniu 2008 roku.
W siedzibie tymczasowej Muzeum odbywały się cyklicznie prezentacje wybranych zjawisk w sztuce, pod wspólnym tytułem „Weekend w Muzeum”. Były to imprezy ogólnodostępne, będące przygotowaniem do działalności wystawienniczej i edukacyjnej Muzeum.
W 2008 roku Muzeum Sztuki Nowoczesnej w Warszawie rozpoczęło tworzenie swej stałej kolekcji, która obecnie liczy ponad 400 dzieł artystów z Polski i z zagranicy.
Od sezonu 2009/2010 w Muzeum odbywają się cykle wykładów, dyskusji i spotkań pod wspólnym tytułem „Muzeum Otwarte”. Dotyczą one z reguły określonego tematu bądź wątku związanego z tematyką bieżących wystaw bądź z działalnością badawczą Muzeum.
Działalności Muzeum towarzyszy program edukacyjny adresowany do dzieci i młodzieży. Dział Edukacji Muzeum proponuje cykle warsztatów dla różnych grup wiekowych (od dzieci w wieku przedszkolnym po studentów i osoby dorosłe) nawiązujące tematycznie do odbywających się w danym momencie wystaw.
Budowana jest sieć partnerska z krajowymi i zagranicznymi instytucjami kulturalnymi.
W latach 2015–2021 w Muzeum odbywały się wystawy finałowe konkursu Artystyczna Podróż Hestii.

## Oddziały

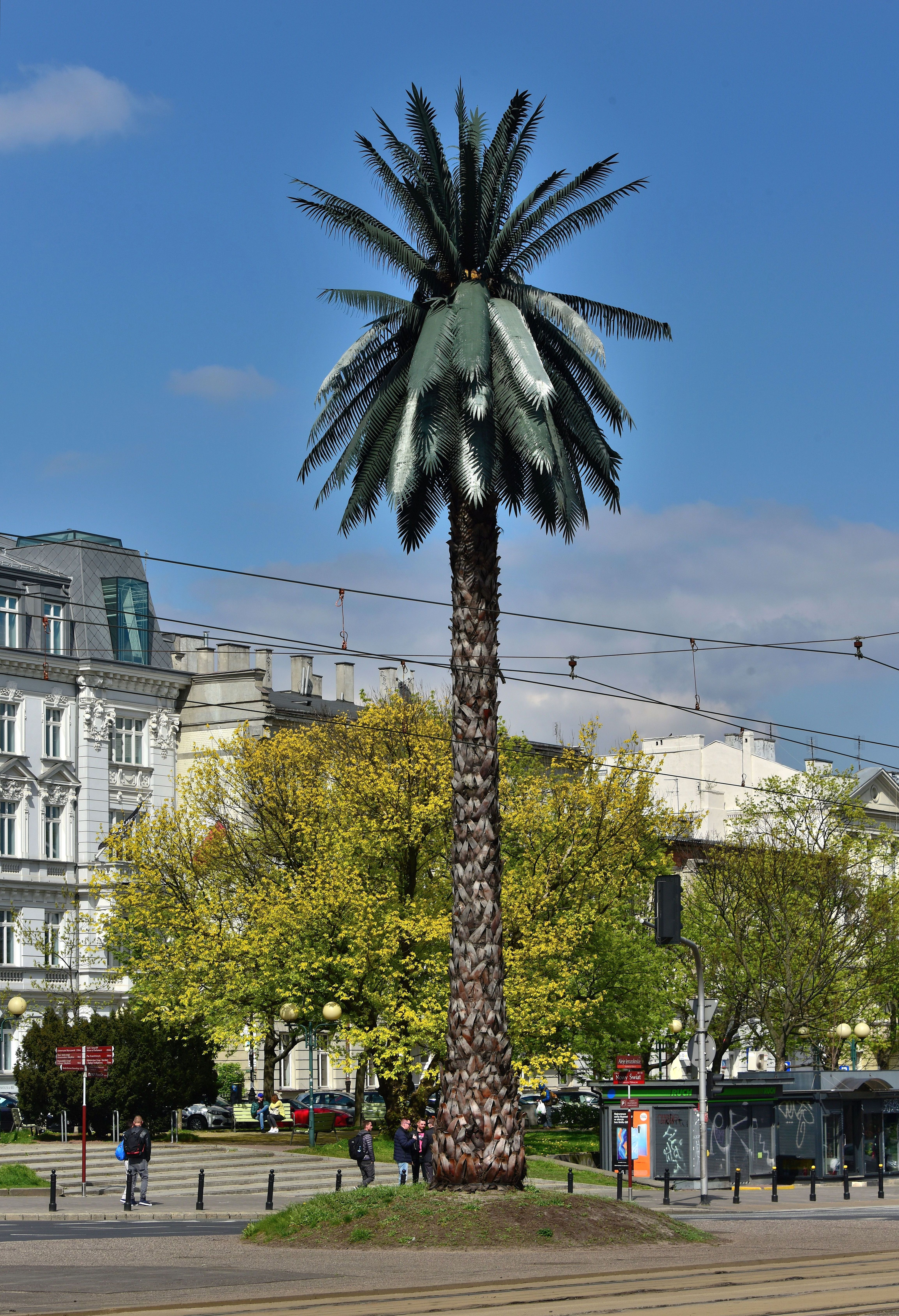
Projekt Pozdrowienia z Alej Jerozolimskich jest w depozycie i pod opieką MSN

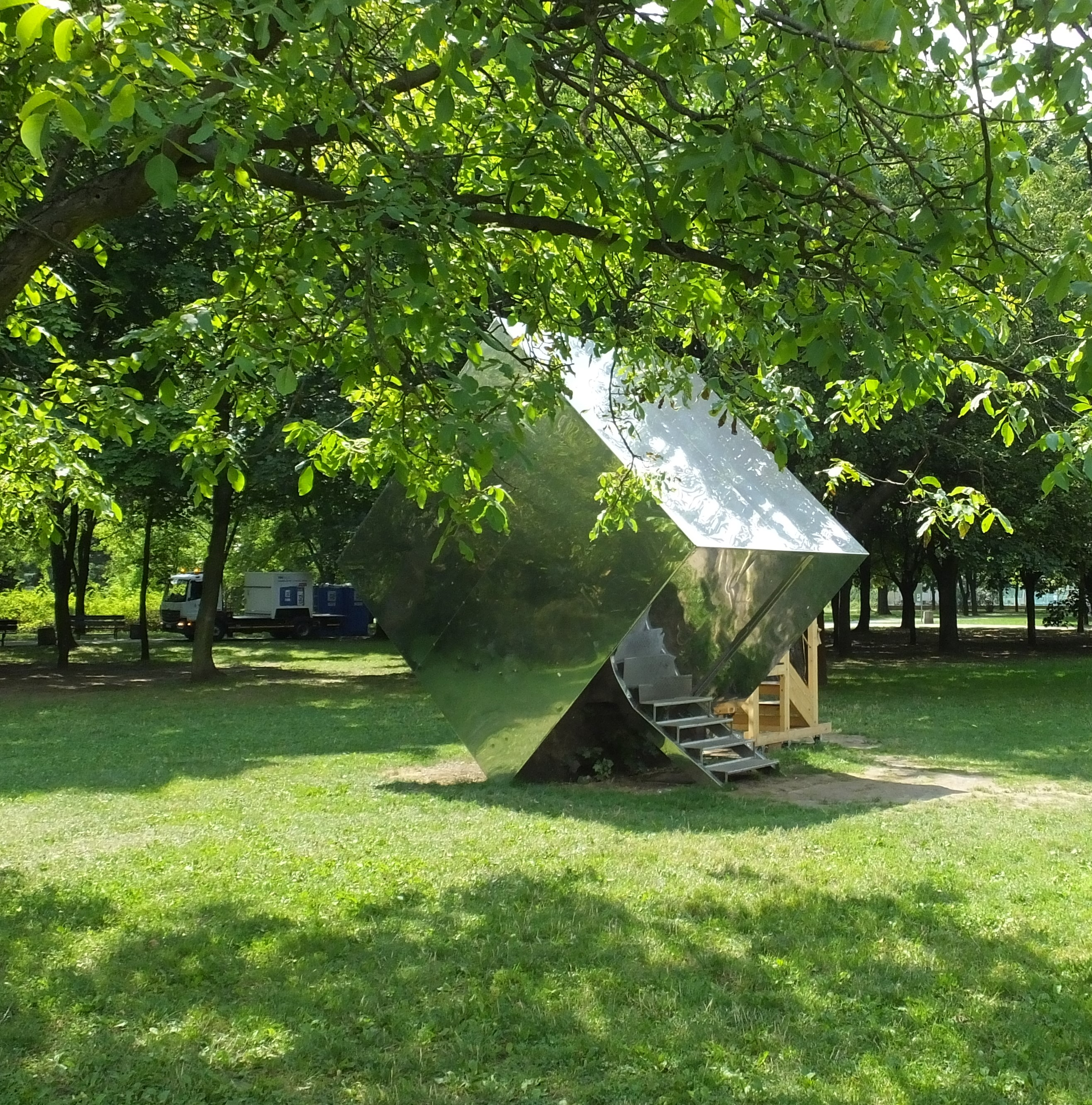
Park Rzeźby na Bródnie

- Pozdrowienia z Alej Jerozolimskich[25]
- Park Rzeźby na Bródnie[26]
- Dom Hansenów w Szuminie[27]
- Pawilon tańca i innych sztuk performatywnych („Muzeum nad Wisłą”, w budowie)[28]

## Program wydawniczy
W latach 2007–2008 ukazywał się dwumiesięcznik „Muzeum”. Powstało 6 numerów, których zdigitalizowana wersja dostępna jest online na stronie Muzeum.
Pierwszą serią wydawniczą Muzeum, zainaugurowaną w 2009 r. był cykl pod nazwą „Muzeum w budowie”. Publikacje poświęcono wystawienniczemu i badawczemu programowi Muzeum.
Następnie zaczęły ukazywać się publikacje współtworzone z artystami zagranicznymi, najczęściej w wersji dwujęzycznej, przeznaczone do międzynarodowej dystrybucji. Od 2012 wydawana jest seria „mówi muzeum”.
Działania wydawnicze Muzeum obejmują: wydawnictwa zwarte, druki informacyjne, pocztówki, przewodniki, broszury, katalogi. Do tej pory ukazało się 37 publikacji drukowanych oraz 35 publikacji on-line.

### „mówi muzeum”
To cykl wydawniczy powstały jako wynik współpracy Muzeum Sztuki Nowoczesnej w Warszawie oraz Wydawnictwa Karakter. Seria ta ma na celu przedstawienie ważnych aspektów sztuki współczesnej oraz architektury.
W latach 2012–2018 w serii ukazało się 10 publikacji:
- Alina Szapocznikow, Ryszard Stanisławski, Kroją mi się piękne sprawy. Listy 1948–1971, 9.09.2012
- Gregor Muir, Lucky Kunst. Rozkwit i upadek Young British Art, 13.12.2013
- Dom jako forma otwarta. Szumin Hansenów, 26.05.2014
- Karol Sienkiewicz, Zatańczą ci, co drżeli. Polska sztuka krytyczna, 13.10.2014
- Ukryty modernizm. Warszawa według Christiana Kereza, 18.02.2015
- Marek Beylin, Ferwor. Życie Aliny Szapocznikow, 20.03.2015
- Emilia. Meble, muzeum, modernizm, 5.05.2016
- Nicholas Mirzoeff(inne języki), Jak zobaczyć świat, 16.05.2016
- Karol Sienkiewicz, Patriota Wszechświata. O Pawle Althamerze, 2.10.2017
- Filip Springer, Zaczyn. O Zofii i Oskarze Hansenach, 23.02.2018, wyd. II

## Wystawy

### 2024

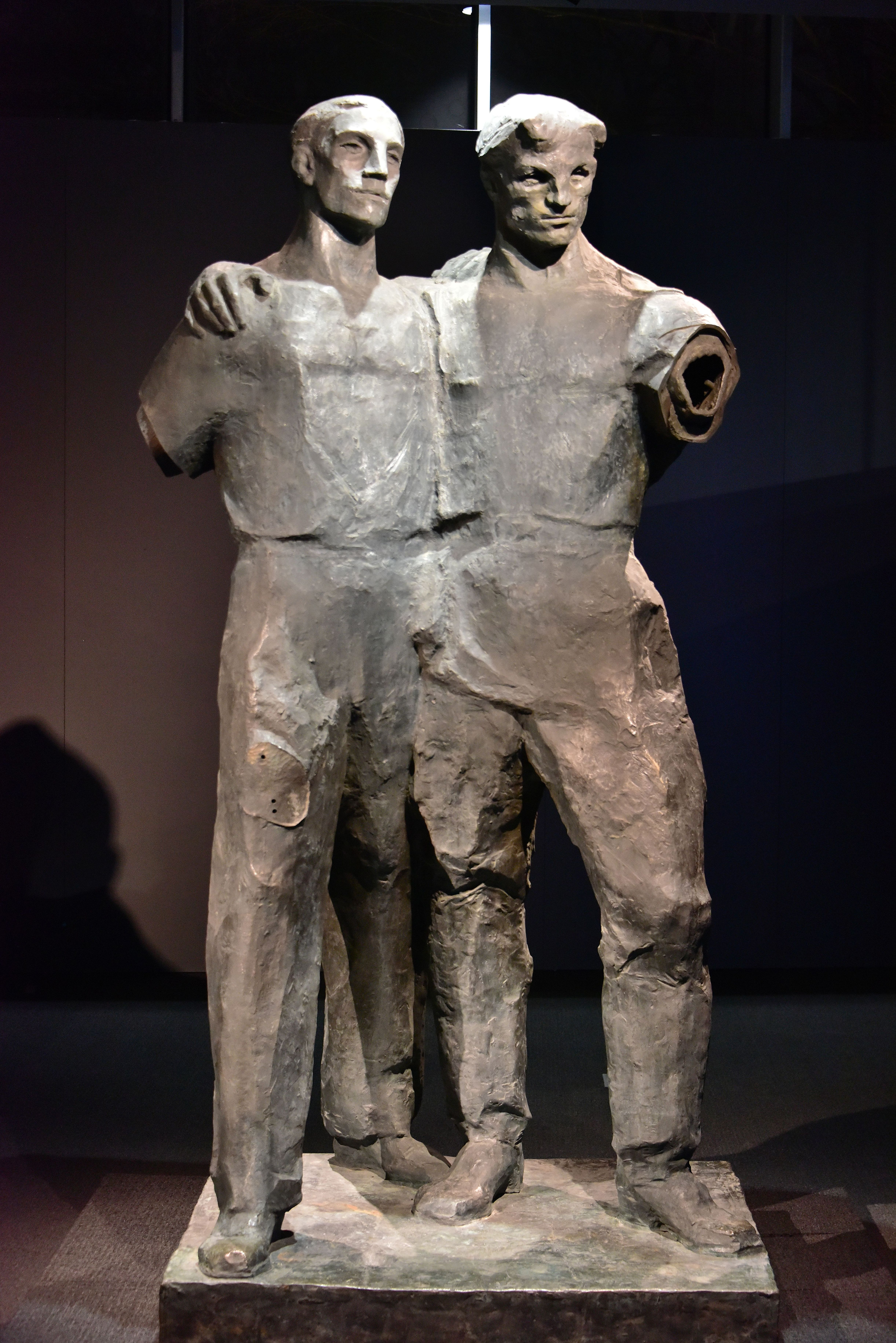
Rzeźba Przyjaźń, prezentowana na wystawie Zapowiedź w nowym gmachu muzeum

- Zapowiedź: kolekcja MSN-u – Magdalena Abakanowicz, Karolina Jabłońska, Zhanna Kadyrova, Kateryna Lysovenko, Sandra Mujinga(inne języki), Mariela Scafati, Monika Sosnowska, Alina Szapocznikow, Cecilia Vicuña(inne języki)[34].
- Muzeum jako szkoła. Program „Formy podstawowe” podczas otwarcia MSN-u[35]. Kurator: Sebastian Cichocki, Helena Czernecka.
- Trudna Miłość. Muzeum między placem a Pałacem – wystawa w ramach XVI edycji festiwalu Warszawa w Budowie[36]. Kurator: Fredi Fischli, Niels Olsen, Tomasz Fudala, Natalia Sielewicz.
- Tygrys w ogrodzie – Sztuka Marii Prymaczenko[37]. Kurator Szymon Maliborski.

### 2023
- Formy podstawowe III edycja[38] – Adriano Costa, Jarosław Fliciński, Veronika Hapchenko, Edith Karlson, Krzysztof Maniak, Ahmet Öğüt, Olivia Plender, Laure Prouvost. Zespół kuratorski: Helena Czernecka, Sebastian Cichocki.
- Anka Ptaszkowska. Przypadkiem[39]. Kuratorka: Maria Matuszkiewicz.
- Bez mistrza, bez pana. Ruchomy obraz i feministyczne tworzenie światów. Peggy Ahwesh; Helena Amiradżibi-Stawińska; Marjorie Beaucage & Rebecca Belmore; Ann Carney & Barbara Phillips; Gardi Deppe, Barbara Kasper, Brigitte Krause, Ingrid Oppermann & Tamara Wyss; Maya Deren; Katherine Dunham; Sara Gómez; Grupo Chaski (María Barea, Fernando Barreto, Fernando Espinoza, Stefan Kaspar, Alejandro Legaspi, Margreth Noth); Krystyna Gryczełowska; Gwendolyn; Barbara Hammer; Mona Hatoum; Zora Neale Hurston; Ana Victoria Jiménez; Sandra Lahire; Robin Laurie & Margot Nash; Nalini Malani; Barbara McCullough; Helke Misselwitz; Tracey Moffatt; Gunvor Nelson & Dorothy Wiley; Newsreel (Bev Grant & Karen Mitnick Liptak); Han Ok-hee; Paper Tiger Television (Nicole Cousino, Sarah Lewison, Julie Wyman); Letícia Parente; Alice Anne Parker (Severson); Claudia Schillinger; Gundula Schulze Eldowy; Delphine Seyrig; Esfir Shub; Milica Tomić; Agnès Varda; Joyce Wieland. Kuratorki: Erika Balsom, Hila Peleg[40].
- Pocałunek nie zabija. Ania Nowak i gościnie[41]. Kurator: Michał Grzegorzek.
- Refugees Welcome. Artystki i artyści na rzecz uchodźczyń i uchodźców. – wystawa towarzysząca aukcji sztuki Refugees Welcome, której dochód przeznaczony jest na pomoc uchodźcom i uchodźczyniom[42].

### 2022
- Walka o ulice – wystawa w ramach czternastej edycji festiwalu Warszawa w Budowie, skupiona wokół tematu ulicy miejskiej i kierunkach rozwoju miast. Kuratorzy: Tomasz Fudala, Jan Mencwel[43]
- Opowieści okrutne. Aleksandra Waliszewska i symbolizm wschodu i północy. – przekrojowa wystawa prac Aleksandry Waliszewskiej zestawiona z dziełami innych artystów z Europy wschodniej i krajów bałtyckich w litewskim Narodowym Muzeum Sztuki im. M.K. Čiurlionisa(inne języki)[44]. Maria Anto, Wanda Bibrowicz, Bolesław Biegas, Marian Henel, Mieczysław Jakimowicz, Edward Okuń, Teofil Ociepka, Jan Rembowski, Marian Wawrzeniecki, Stefan Żechowski. Kuratorki: Alison M. Gingeras, Natalia Sielewicz[45].
- Refugees Welcome. Artystki i artyści na rzecz uchodźczyń i uchodźców. – wystawa towarzysząca szóstej edycji aukcji sztuki Refugees Welcome, której dochód przeznaczony jest na pomoc uchodźcom i uchodźczyniom[46].

### 2021
- Się porobiło – wystawa na 50-lecie miesięcznika Literatura na Świecie prezentująca kulisy powstawania okładek i ikonografii pisma. Kuratorzy: Tomasz Frycz, Marcin Wicha[47].
- Kto napisze historię łez – wystawa poruszająca temat aborcji. Kuratorzy: Magda Lipska, Sebastian Cichocki, Łukasz Ronduda[48].
- Jak robić szkołę? – wystawa zorganizowana z okazji 13. edycji festiwalu Warszawa w Budowie prezentująca czym powinna cechować się szkoła i jakie zadania pełnić. Kuratorzy: Paweł Brylski, Szymon Maliborski[49].
- Czy wiesz, że tęcza świeci w ciemnościach? – wystawa kolekcji muzeum i zaprezentowanie nowych zakupów w Miejskim Ośrodku Sztuki w Gorzowie Wielkopolskim. Kuratorka: Natalia Sielewicz[50]
- Agnieszka Polska, Plan Tysiącletni – wystawa składająca się z prezentacji 28 minutowego filmu Plan Tysiącletni, opowiadającego o elektryfikacji polskiej wsi. Kuratorka: Natalia Sielewicz[51].
- Henryk Streng/Marek Włodarski i modernizm lwowski – druga wystawa o twórczości malarza modernisty Henryka Strenga/Marka Włodarskiego. Kurator: Piotr Słodkowski[52].
- Wystawa finałowa 19. i 20. edycji konkursu Artystyczna Podróż Hestii – finałowa wystawa 19. i 20. edycji konkursu Artystyczna Podróż Hestii. Organizatorzy: Fundacja Artystyczna Podróż Hestii[53].
- Henryk Streng/Marek Włodarski i modernizm żydowsko-polski – wystawa prezentująca twórczość polsko-żydowskiego artysty Henryka Strenga/Marka Włodarskiego. Kurator: Piotr Słodkowski[54].

### 2020
- COŚ WSPÓLNEGO – wystawa z okazji 12. edycji festiwalu Warszawa w Budowie poświęcona życiu we wspólnocie mieszkańców miasta. Kuratorzy: Tomasz Fudala, Natalia Sielewicz[55].

- Refugees Welcome 2020 – charytatywna aukcja na rzecz uchodźców mieszkających w Polsce. Organizatorzy: Fundacja Ocalenie, Muzeum Sztuki Nowoczesnej w Warszawie[56].
- Wiek półcienia. Sztuka w czasach planetarnej zmiany – wystawa prac z ostatnich 50 lat ukazująca zmiany na ziemi. Kuratorzy: Sebastian Cichocki, Jagna Lewandowska[57].

### 2019
- MIRIAM CAHN: JA, ISTOTA LUDZKA – monograficzna wystawa prac szwajcarskiej artystki Miriam Cahn. Kuratorka: Marta Dziewańska[58].
- Nigdy więcej. Sztuka przeciw wojnie i faszyzmowi w XX i XXI wieku – wystawa prezentująca historię sztuki antyfaszystowskiej, powstała na 80. rocznicę wybuchu II wojny światowej. Narracja wystawy została skonstruowana poprzez przybliżenie trzech momentów z historii XX i XXI: lata 30., kiedy to powstało słynne antywojenne dzieło Pabla Picassa Guernica, okres komunizmu w Polsce, zwłaszcza lata 50., gdy prezentowana była wystawa Arsenał i odbywał się V Światowy Festiwal Młodzieży i Studentów oraz czasy dzisiejsze, kiedy faszyzm rozumiany jest nie tylko jako historyczna ideologia, ale jest także kojarzony ze współczesnymi narracjami antydemokratycznymi. Kuratorzy i kuratorki: Sebastian Cichocki, Joanna Mytkowska, Łukasz Ronduda, Aleksandra Urbańska[59].
- Farba znaczy krew – wystawa prezentująca malarstwo polskich i zagranicznych artystek, które w swoich pracach dotykają tematów ciała i kobiecej seksualności. Tytuł wystawy jest zapożyczonym tytułem książki Zenona Kruczyńskiego, a farba stanowi określenie krwi w żargonie myśliwskim. Kuratorka: Natalia Sielewicz[60].
- Daniel Rycharski. Strachy – przekrojowa wystawa prac Daniela Rycharskiego, który w swojej twórczości porusza zagadnienia wiary, stosunków między Kościołem a społecznością LGBT oraz temat tożsamości współczesnej polskiej wsi. Kurator: Szymon Maliborski[61]. Wystawa wzbudziła kontrowersje wśród części środowisk prawicowych, a Ministerstwo Kultury i Dziedzictwa Narodowego zażądało wyjaśnień od dyrekcji muzeum[62].

### 2018
- Niepodległe. Kobiety a dyskurs narodowy – wystawa powstała przy okazji obchodów stulecia niepodległości Polski. Przez pryzmat ukazanych tradycji niepodległościowych, przedstawia męską narrację zdarzeń historycznych, w których kobiety często są pomijane. W wystawie wzięło udział dwadzieścia dziewięć artystek i artystów. Kuratorka: Magda Lipska[63].
- SĄSIEDZI / СУСІДИ – wystawa towarzysząca 10. edycji festiwalu Warszawa w Budowie poświęcona została miejskim relacjom sąsiedzkim, gdzie coraz częściej spotykają się osoby o odmiennym zapleczu ekonomicznym czy politycznym. Wystawa po kuratelą Centrum Badań nad Kulturą Wizualną (Visual Culture Research Center(inne języki)) w Kijowie[64].
- Bestia, bóg i linia to narracja Wschodu, ukazująca spojrzenie na współczesne regiony Azji i Pacyfiku przez pryzmat zachodzących na tych obszarach zmian. Wystawa przygotowana została przez Cosmina Costinasa, dyrektora centrum sztuki współczesnej Para Site w Hongkongu[65].
- Jutro będzie wojna? – wystawa na Open'er Festival 2018. Kurator: Szymon Maliborski[66].
- Czym jest oświecenie? – na wystawie zestawione zostały prace z Gabinetu Rycin BUW z ich współczesnymi artystycznymi interpretacjami. W 2018 roku przypadała dwusetna rocznica wykupienia przez Komisję Wyznań Religijnych i Oświecenia Publicznego Gabinetu Rycin króla Stanisława Poniatowskiego. Kuratorzy: Goshka Macuga, Łukasz Ronduda, Tomasz Szerszeń[67].
- Edi Hila. Malarz transformacji – wystawa prac albańskiego malarza. Kuratorzy: Kathrin Rhomberg, Erzen Shkololli, Joanna Mytkowska[68].
- Danwen Xing(inne języki), Dziennik. Awangarda w Chinach 1993–2003 – wystawa prezentująca środowisko chińskich artystów urodzonych w latach 60., dorastających w czasach rządów Deng Xiaopinga, dla których pokoleniowym doświadczeniem stały się protesty na placu Tian’anmen. Kuratorka: Magda Lipska[69].

2017
- Inny Trans-Atlantyk. Sztuka kinetyczna i op-art w Europie Wschodniej i w Ameryce Łacińskiej w latach 50.–70. Kuratorzy: Marta Dziewańska, Dieter Roelstraete, Abigail Winograd[70].
- 140 uderzeń na minutę – wystawa na Open'er Festival 2017 kontynuująca temat podjęty podczas wystawy na Open'er Festival 2016. Wystawa przedstawiała związki polskiej sztuki współczesnej z kulturą rave w latach 90. Kuratorzy: Szymon Maliborski, Łukarz Ronduda[71].
- Syrena herbem twym zwodnicza – pierwsza wystawa w Muzeum nad Wisłą, przedstawiająca motyw syreny – symbolu Warszawy – w sztuce. Tytuł wystawy jest fragmentem wiersza „Dedykacja” Cypriana Kamila Norwida[72].

### 2016
- Oskar Hansen. Forma otwarta – wystawa poświęcona twórczości Oskara Hansena, architekta, artysty, teoretyka i pedagoga, prezentowana w Yale School of Architecture(inne języki), New Haven. Kuratorka: Aleksandra Kędziorek[73].
- Ćwiczenia z kreatywności. Przestrzenie emancypacyjnej edukacji – wystawa prezentująca alternatywne metody edukacji artystycznej w kontekście pedagogiki krytycznej i emancypacyjnej. Kuratorki: Dóra Hegyi, Zsuzsa László[74].
- 140 uderzeń na minutę. Kultura rave i sztuka w latach 90. w Polsce – wystawa Muzeum Sztuki Nowoczesnej w Warszawie na Open'er Festival 2016. Kuratorzy: Łukasz Ronduda, Szymon Maliborski, współpraca kuratorska: Zofia Krawiec[75].
- Rainforest V – instalacja dźwiękowa odwołująca się do serii kompozycji amerykańskiego pianisty i kompozytora Davida Tudora, stworzona przez członków kolektywu Composers Inside Electronics. Kuratorzy: Marta Dziewańska, Paweł Nowożycki[76].
- Robiąc użytek. Życie w epoce postartystycznej – wystawa na zakończenie działalności Muzeum Sztuki Nowoczesnej w pawilonie Emilia, odnosząca się do jednego z podstawowych postulatów XX-wiecznych awangard: wzajemnego przenikania się sztuki z życiem codziennym. Kuratorzy: Sebastian Cichocki, Kuba Szreder[77]
- Po co wojny są na świecie. Sztuka współczesnych outsiderów – wystawa na zakończenie działalności Muzeum Sztuki Nowoczesnej w pawilonie Emilia, prezentująca prace artystów działających poza obiegiem sztuki współczesnej. Kuratorki: Katarzyna Karwańska, Zofia Płoska[78]
- Chleb i róże. Artyści wobec podziałów klasowych – wystawa na zakończenie działalności Muzeum Sztuki Nowoczesnej w pawilonie Emilia, zadająca pytanie o status i miejsce artysty w społeczeństwie[79]. Kuratorzy: Natalia Sielewicz, Łukasz Ronduda

### 2015
- Spór o odbudowę – wystawa w ramach siódmej edycji festiwalu Warszawa w Budowie, organizowanego z Muzeum Warszawy. Wystawa zrealizowana w opuszczonym budynku liceum im. Klementyny Hoffmanowej w Warszawie. Kuratorzy: Tomasz Fudala, Szymon Maliborski[80]
- Radykalne nauczanie. Odbudowa edukacji architektonicznej – wystawa w ramach siódmej edycji festiwalu Warszawa w Budowie, prezentowana w pawilonie wystawowym Wydziału Architektury Politechniki Warszawskiej. Kuratorzy: Beatriz Colomina, Evangelos Kotsioris[81]
- Druga Ogólnopolska Wystawa Znaków Graficznych – wystawa prezentująca polskie znaki oraz systemy komunikacji wizualnej. Kuratorzy: Patryk Hardziej, Rene Wawrzkiewicz[82]
- Zofia Rydet. Zapis, 1978–1990 – prezentacja „Zapisu socjologicznego”, monumentalnego projektu fotograficznego autorstwa Zofii Rydet. Kuratorzy: Sebastian Cichocki, Karol Hordziej[83]
- Július Koller(inne języki) „?” – monograficzna wystawa prac słowackiego artysty Júliusa Kollera. Kuratorzy: Daniel Grúň, Kathrin Rhomberg, Georg Schöllhammer[84]
- Szczęśliwe przypadki cybernetyki. Dokumentacja – wystawa przypominająca przełomową ekspozycję Cybernetic Serendipity w Institute of Contemporary Arts(inne języki) w Londynie w 1968 roku. Kuratorka: Jasia Reichardt[85]
- Nikt nam nie weźmie młodości! Jak sztuka i muzyka lat 80. stworzyły alternatywne Trójmiasto – wystawa Muzeum Sztuki Nowoczesnej na Open'er Festival 2015. Kurator: Robert Jarosz[86]
- Działamy z kolekcją! Edukacyjna przestrzeń dla dzieci – wystawa dla dzieci, prezentująca prace z kolekcji Muzeum Sztuki Nowoczesnej w Warszawie. Kuratorki: Marta Skowrońska-Markiewicz, Hanna Sabat, Katarzyna Witt[87]
- After Year Zero. Powojenny uniwersalizm i geografie współpracy – wystawa będąca pokłosiem cyklu warsztatów i debat prowadzonych w Algierze, Dakarze, Johannesburgu, Paryżu i Brukseli, których głównym tematem było krytyczne spojrzenie na dawne i obecne relacje między Europą i Afryką. Kuratorzy: Annett Busch, Anselm Franke[88]
- Gdyby dwa morza miały się spotkać – wystawa prac współczesnych artystów z Bliskiego Wschodu, Chin, Korei, Singapuru, Ukrainy oraz Polski. Kurator: Tarek Abou El Fetouh[89]
- Oskar Hansen. Forma otwarta – wystawa poświęcona twórczości Oskara Hansena, architekta, artysty, teoretyka i pedagoga, prezentowana w Muzeum Sztuki Współczesnej Serralves w Porto. Kuratorzy: Aleksandra Kędziorek, Łukasz Ronduda[90]
- Andrzej Wróblewski: Recto / Verso 1948–1949, 1956–1957 – monograficzna wystawa prac Andrzeja Wróblewskiego. Kuratorzy: Éric de Chassey, Marta Dziewańska, kuratorka części archiwalnej: Dorota Jarecka[91]

### 2014

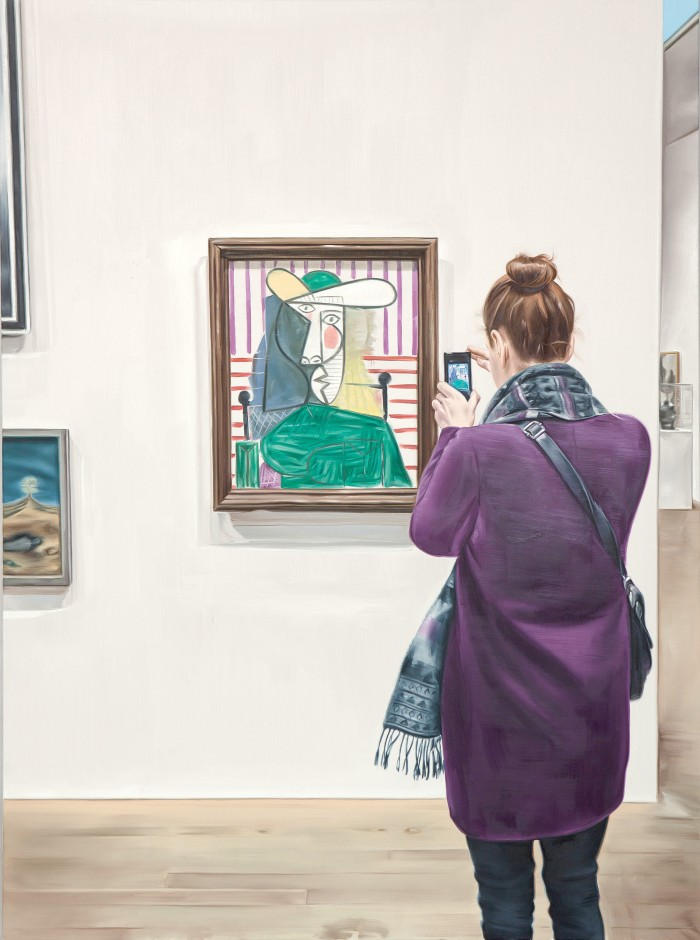
Marcin Maciejowski, Popiersie kobiety (1944), 2014. Kolekcja MSN w Warszawie

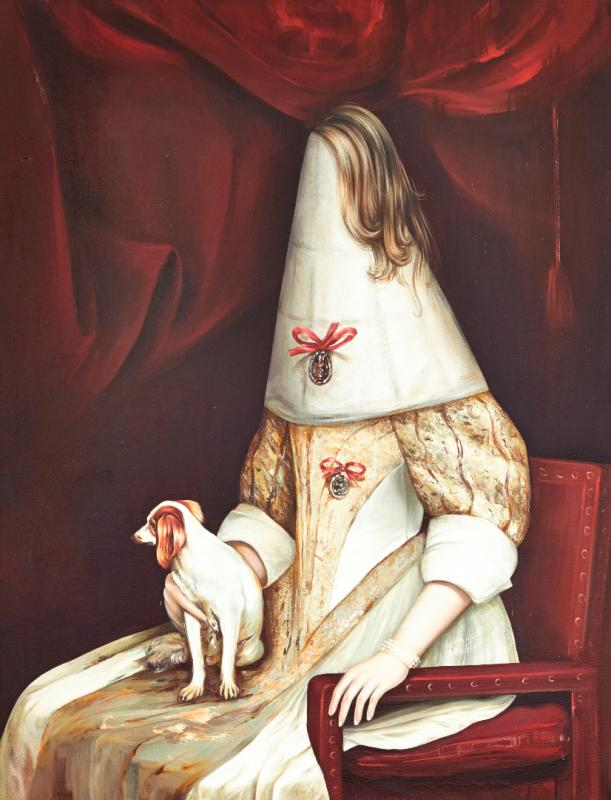
Ewa Juszkiewicz, Bez tytułu, 2013. Kolekcja MSN w Warszawie

- W niedalekiej przyszłości – kolejna odsłona rosnącej kolekcji Muzeum[92]
- Co widać. Polska sztuka dzisiaj – prezentacja aktualnej sztuki polskiej, zbudowana wokół postaw oraz tematów podejmowanych przez artystów wizualnych w ostatnich latach. Kuratorzy: Sebastian Cichocki, Łukasz Ronduda[93]
- Ustawienia prywatności. Sztuka po Internecie – wystawa prezentująca prace pokolenia artystów urodzonych w latach osiemdziesiątych i dziewięćdziesiątych, które weszło na scenę artystyczną w czasach dynamicznej ekspansji Internetu i masowej kultury cyfrowej. Kuratorka: Natalia Sielewicz[94]
- Maria Bartuszová(inne języki). Formy przejściowe – monograficzna wystawa prac słowackiej rzeźbiarki, Marii Bartuszovej, stanowiąca próbę podsumowania i skomentowania jej twórczości[95]
- Oskar Hansen. Forma otwarta – wystawa poświęcona twórczości Oskara Hansena, architekta, artysty, teoretyka i pedagoga, prezentowana w Museu d’Art Contemporani de Barcelona (MACBA(inne języki)). Kuratorzy: Soledad Gutiérrez, Łukasz Ronduda, Aleksandra Kędziorek[96]

### 2013
- Jaka sztuka dziś, taka Polska jutro – prezentacja wybranych prac z powstającej kolekcji Muzeum Sztuki Nowoczesnej w Warszawie. Kuratorka ze strony Muzeum: Magda Lipska[97]
- W sercu kraju – pierwsza obszerna prezentacja (150 prac) kolekcji Muzeum[98].

### 2012
- Wspólnicy. Fotograf i artysta około roku 1970 – kuratorka: Maria Matuszkiewicz
- Trzeci pokój – wystawa będąca owocem współpracy między dwoma instytucjami: Kunsthalle(inne języki) i Muzeum Sztuki Nowoczesnej w Warszawie. Kuratorki: Barbara Piwowarska, Magdalena Holzhey
- Angry Birds – to prezentacja nowej sceny artystycznej z Moskwy. Kurator: Dawid Ter-Oganian
- Nowa Sztuka narodowa. Realizm narodowo-patriotyczny w Polsce XXI wieku – kuratorzy: Sebastian Cichocki i Łukasz Ronduda

### 2011
- Black and White. Niepoprawny komiks i animacja – prezentacja filmów animowanych i komiksów, które łączy wspólna estetyka – radykalnie uproszczony, czarno-biały rysunek. Kuratorzy: Łukasz Ronduda, Galit Eilat,
- Black² – wystawa wymyślona i w całości zaprojektowana przez niemieckiego projektanta Konstantina Grcica (w ramach festiwalu Warszawa W Budowie 3),

### 2010

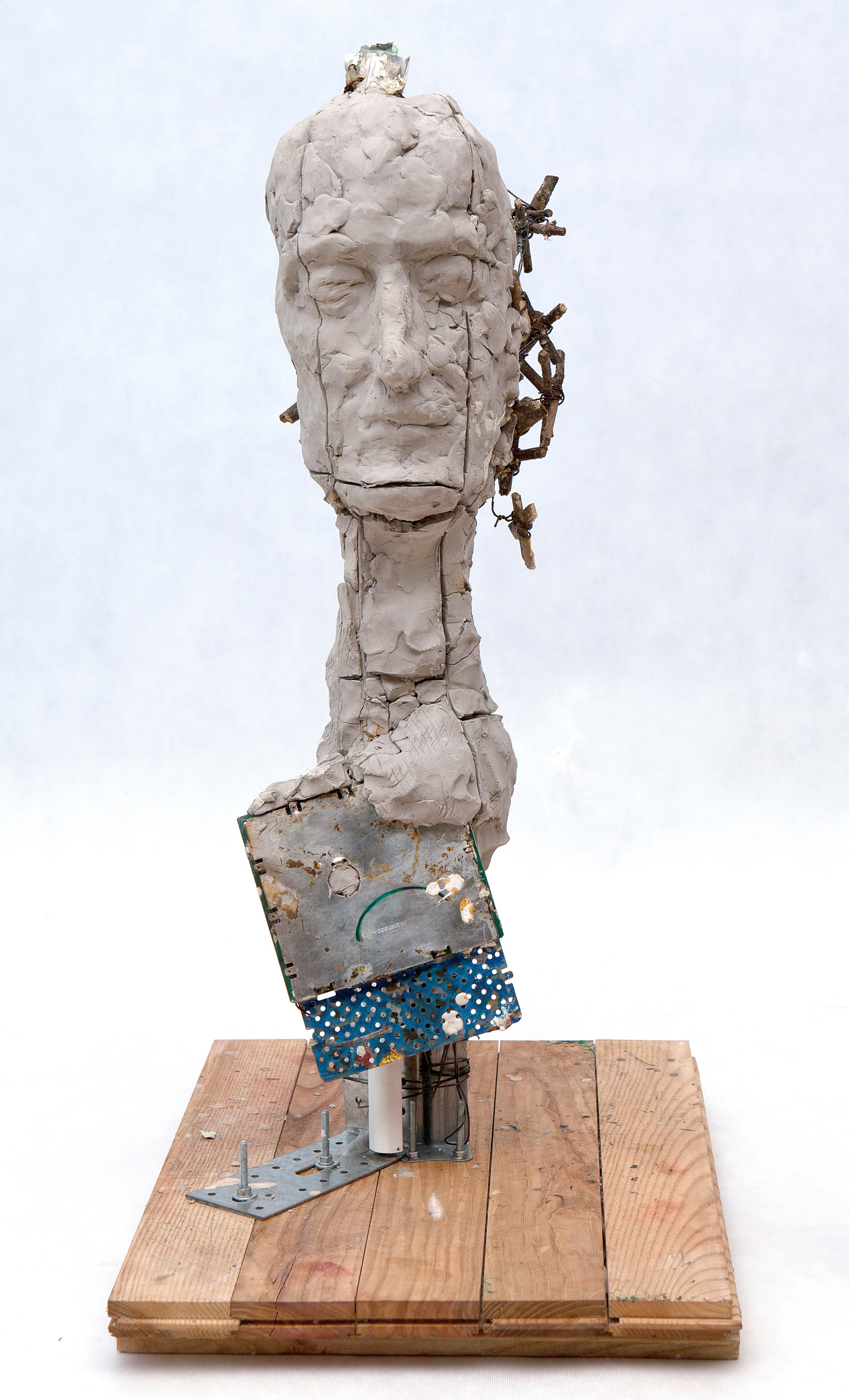
Artur Żmijewski, Paweł Althamer,
Odwiedziny Profesora Zemły, 2013. Kolekcja MSN w Warszawie

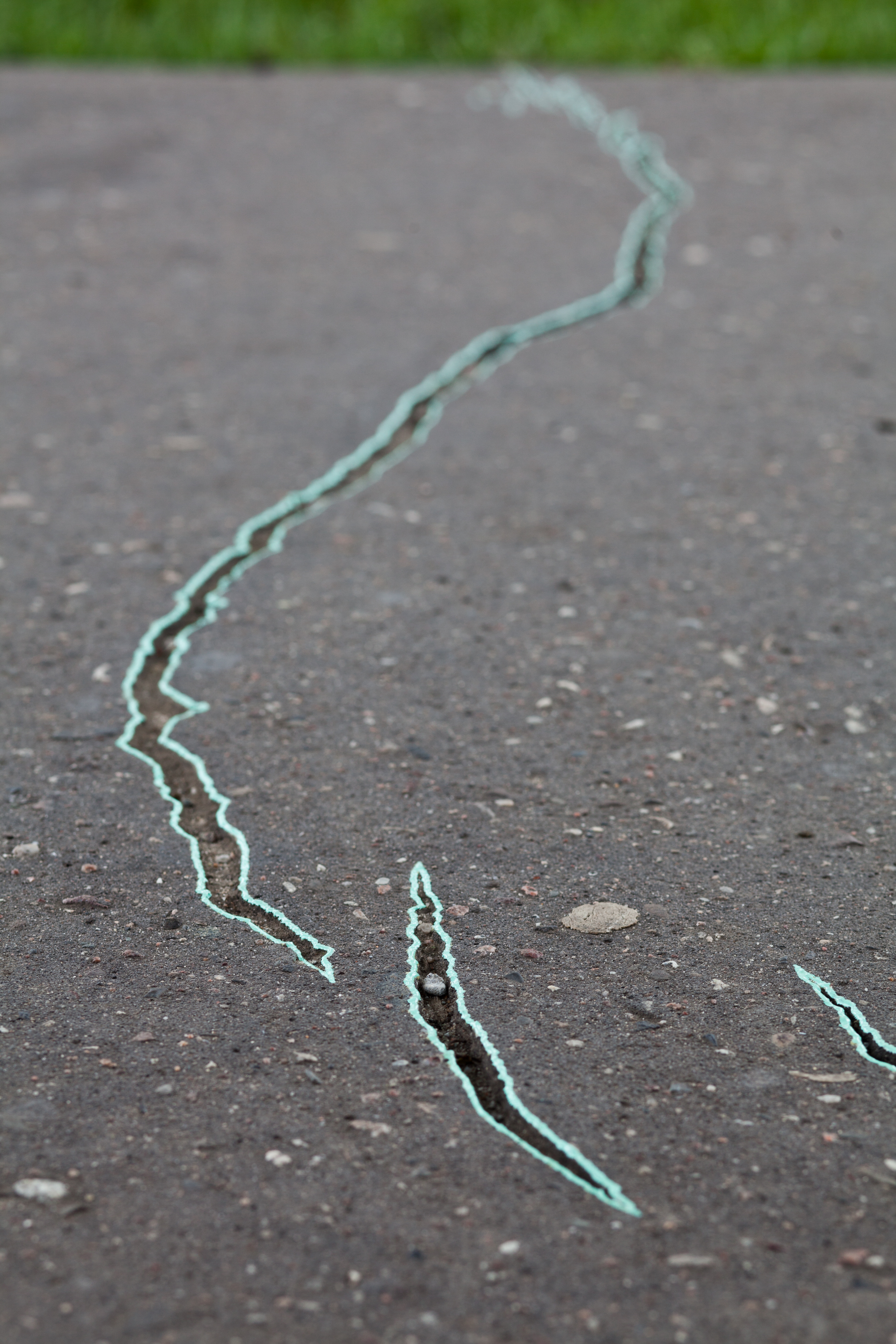
Katarzyna Przezwańska, Bez tytułu, interwencja malarska w Parku Rzeźby na Bródnie, 2010

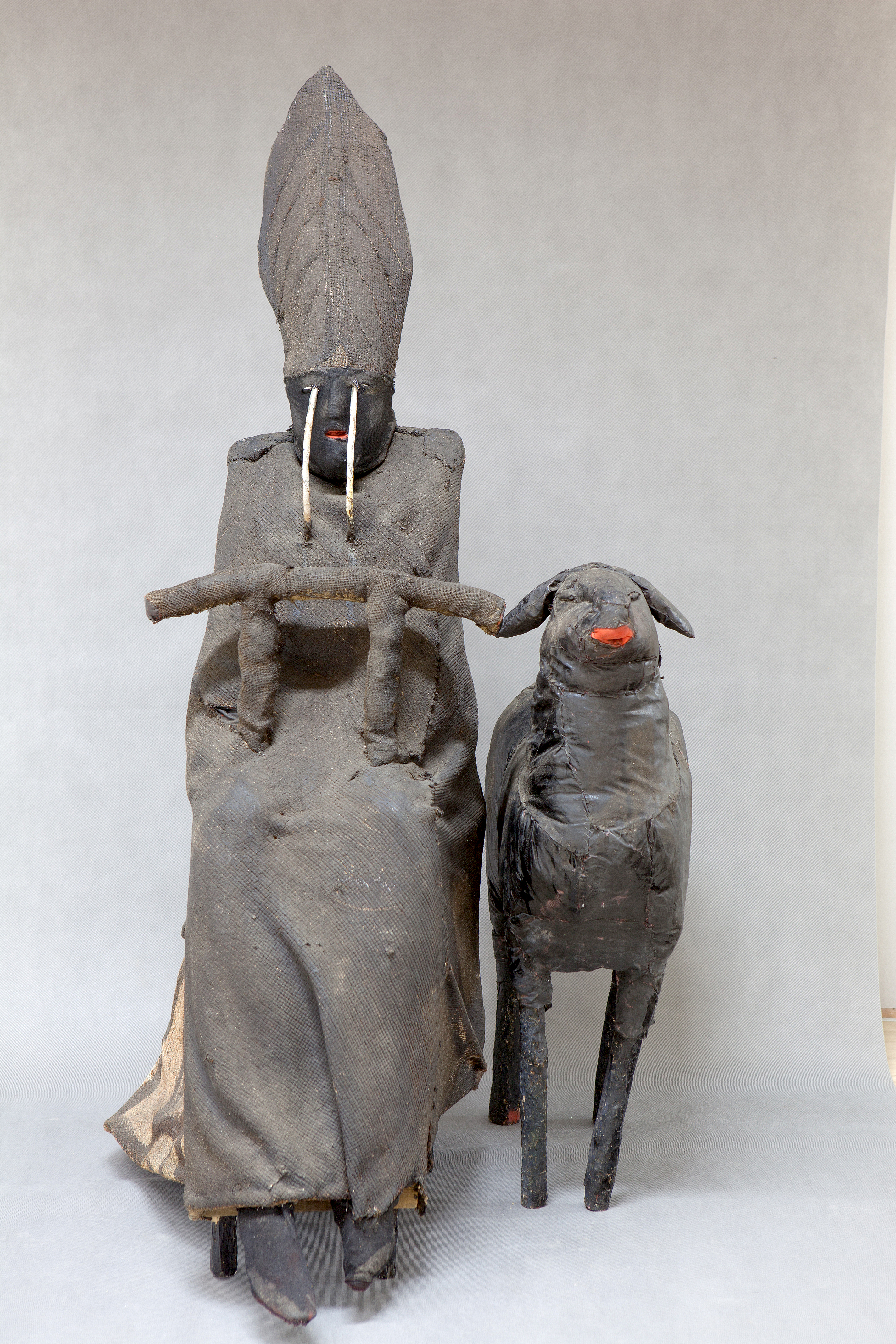
Mirosław Bałka, Czarny papież i czarna owca, 1987. Praca z kolekcji MSN w Warszawie

- I have no Time / Nie mam czasu, pierwsza w Polsce prezentacja książek artystycznych jednego z czołowych artystów chorwackich, Mladena Stilinovicia(inne języki), kurator: Ana Janevski,
- Włodzimierz Borowski. Siatka czasu, pierwsza pośmiertna, monograficzna prezentacja prac Włodzimierza Borowskiego, jednego z najwybitniejszych polskich artystów neoawangardowych,
- Warszawa w budowie II, druga edycja festiwalu poświęconego projektowaniu miasta[99],
- Park Rzeźby na Bródnie 2010/ rozdział II pokaz prac w Bródnowskim Parku Rzeźby, artyści: Paweł Althamer, Olafur Eliasson, Monika Sosnowska, Rirkrit Tiravanija(inne języki), Susan Philipsz, Katarzyna Przezwańska, inicjator projektu: Krzysztof Bugla kurator: Sebastian Cichocki, produkcja: Katarzyna Karwańska, identyfikacja wizualna projektu: Ariane Spanier,
- Mógłbym żyć w Afryce/ I Could Live In Africa, wystawa zbiorowa, artyści: Mirosław Bałka, Krzysztof Bednarski, Mirosław Filonik, Ryszard Grzyb, Wiktor Gutt i Waldemar Raniszewski, Koło Klipsa (Leszek Knaflewski), Jacques de Koning, Zbigniew Libera, grupa Luxus, Jarosław Modzelewski, Neue Bieriemiennost, Włodzimierz Pawlak, Józef Robakowski, Darek Skubiel i Zdzisław Zinczuk, Marek Sobczyk, Jerzy Truszkowski, Ryszard Woźniak, kurator: Michał Woliński, współpraca: Magdalena Lipska,
- The Capital of Accumulation (Kapitał akumulacji), pokaz filmu autorstwa Raqs Media Collective(inne języki) z Nowego Delhi, kurator: Sebastian Cichocki,
- Prezentacja ostatecznego projektu budynku Muzeum Sztuki Nowoczesnej w Warszawie i TR Warszawa, projekt: Chistian Kerez,
- Vedo Cose Che Non Ci Sono (Widzę rzeczy, których nie ma), wystawa kontynuacja projektu „Early Years”, artyści: Wojciech Bąkowski, Tania Bruguera, Oskar Dawicki, Aneta Grzeszykowska, Sanja Iveković, Deimantas Narkevičius, Agnieszka Polska, Katerina Šedá, Piotr Uklański, kuratorzy: Sebastian Cichocki i Ana Janevski, produkcja: Katarzyna Karwańska,
- Żywa waluta, wystawa performansów, prezentowanych na scenie Teatru Dramatycznego w ciągu trzech kolejnych wieczorów, artyści: Marie Cool i Fabio Balducci, George Brecht, Robert Breer, Lygia Clark, André du Colombier, Ceal Floyer, Prinz Gholam, Jens Haaning, Sanja Iveković, Tadeusz Kantor, Jiří Kovanda, Teresa Margolles, Gustav Metzger, Roman Ondák, Gianni Pettena, Pratchaya Phinthong, Santiago Sierra, Franz Erhard Walther, Franz West, Artur Żmijewski, muzyka: Cornelius Cardew, La Monte Young, Christian Wolff, wykonanie: Jean Jacques Palix i Piotr Kurek, inscenizacja: Pierre Bal-Blanc, kurator: Ana Janevski, współpraca: Anna Sidorczyk
- Wystawa, wystawa prezentowana przez KW Institute for Contemporary Art(inne języki), Berlin w Muzeum Sztuki Nowoczesnej w Warszawie, kurator: Susanne Pfeffer,
- Early Years, wystawa zbiorowa, artyści: Wojciech Bąkowski, Yael Bartana, Tania Bruguera, Oskar Dawicki, Sharon Hayes, Sanja Iveković, Daniël Knorr(inne języki), KwieKulik, Zbigniew Libera, Anna Molska, Paulina Ołowska, Agnieszka Polska, Jan Smaga, Anna Zaradny, Artur Żmijewski,
- Modernologie, wystawa prac artystów: Anna Artaker, Alice Creischer/Andreas Siekmann, Domènec, Katja Eydel, Ângela Ferreira, Andrea Fraser, Isa Genzken, Dan Graham i Robin Hurst, Tom Holert i Claudia Honecker, Marine Hugonnier, IRWIN, Runa Islam, Klub Zwei, John Knight, Labor k3000, Louise Lawler, David Maljković, Dorit Margreiter, Gordon-Matta Clark, Gustav Metzger, Christian Philipp Müller, Henrik Olesen, Paulina Ołowska, Falke Pisano, Mathias Poledna, Florian Pumhösl, Martha Rosler, Armando Andrade Tudela, Marion von Osten, Stephen Willats, Christopher Williams, kurator: Sabine Breitwieser, współpraca kuratorska: Magdalena Lipska,
- 3×Tak, wystawa nowych zakupów, darów i depozytów do kolekcji Muzeum Sztuki Nowoczesnej w Warszawie, artyści: Mirosław Bałka, Yael Bartana, Wojciech Bąkowski, Rafał Bujnowski, Oskar Dawicki, Ion Grigorescu(inne języki), Aneta Grzeszykowska, KwieKulik, Deimantas Narkevičius(inne języki), Jadwiga Sawicka, Krzysztof Wodiczko, Andrzej Wróblewski, Artur Żmijewski, kurator: Joanna Mytkowska,

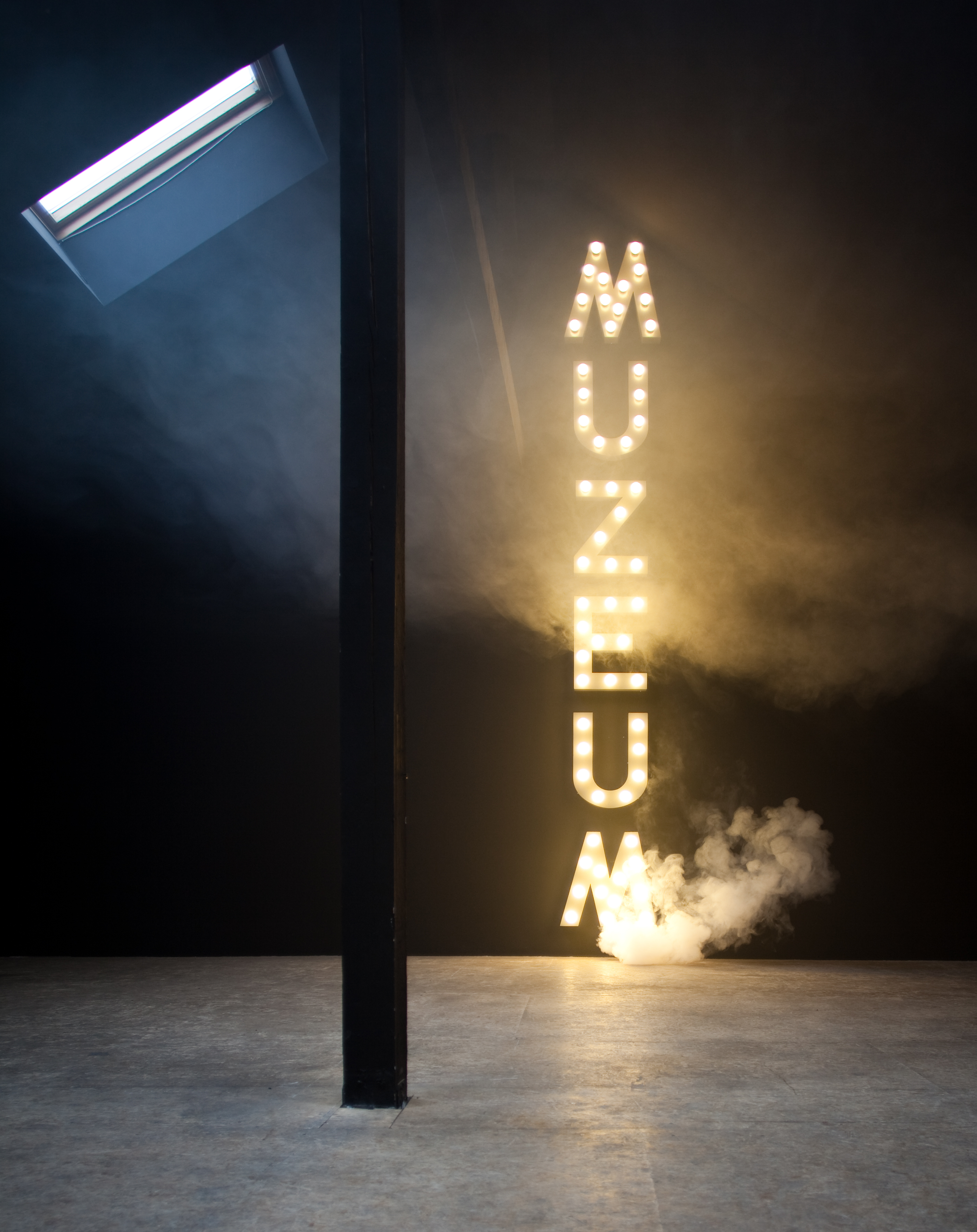
Paulina Ołowska, Muzeum, 2010. Praca z kolekcji MSN w Warszawie

### 2009
- Warszawa w Budowie, wystawa prac, nawiązujących do projektowania, czerpiących z języka designu i planowania miejskiego, artyści: Michał Budny, Carlos Bunga, Daniela Brahm, Cyprien Gaillard, David Maljković, Bartosz Mucha, Ahmet Ogut, Toby Paterson, Katarzyna Przezwańska, Tobias Putrih, Joanna Rajkowska, Ariel Schlesinger, Magdalena Staniszkis/Jan Smaga, Superflex, Armando Andrade Tudela, Uglycute, Aleksandra Wasilkowska, Karol Żurawski, Toby Paterson[99],
- Mur i wieża, pokaz pracy izraelskiej artystki Yael Bartana, kurator: Sebastian Cichocki,
- Park Rzeźby na Bródnie, pokaz prac w Bródnowskim Parku Rzeźby, artyści: Paweł Althamer, Olafur Eliasson, Monika Sosnowska, Rirkrit Tiravanija(inne języki), kurator: Sebastian Cichocki,
- Niezgrabne przedmioty, wystawa Aliny Szapocznikow, Marii Bartuszovej, Pauline Boty, Louise Bourgeois, Eva Hesse i Pauliny Ołowskiej, kuratorki: Joanna Mytkowska i Agata Jakubowska, współpraca: Marta Dziewańska, Maria Matuszkiewicz,
- Awake Asleep, performance rumuńskiego artysty konceptualnego Daniela Knorra(inne języki), kurator: Sebastian Cichocki, współpraca: Tomasz Fudala,
- Wydomowienie, wystawa prac palestyńskiej artystki Ahlam Shibli(inne języki), kurator: Ana Janevski,
- W ciele ofiary 1969–2008, wystawa monograficzna rumuńskiego artysty Iona Grigorescu(inne języki), kurator: Kathrin Rhomberg, współpraca kuratorska: Marta Dziewańska,
- Sztuka cenniejsza niż złoto, pokaz pierwszych zakupów, darów i depozytów do kolekcji Muzeum Sztuki Nowoczesnej w Warszawie, artyści: Magdalena Abakanowicz, Paweł Althamer, Mirosław Bałka, Katarzyna Kozyra, Jarosław Modzelewski, Kateřina Šedá(inne języki), Wilhelm Sasnal, Marek Sobczyk, Monika Sosnowska, Alina Szapocznikow, Piotr Uklański, Artur Żmijewski oraz archiwa Eustachego Kossakowskiego i Kowalni,
- Musica Genera Festival 2009 w Muzeum, instalacje – Edwin van der Heide(inne języki), Anna Zaradny,
- Wytłumiona ścieżka dźwiękowa i kilku palących mężczyzn w ciemnym, wilgotnym kinie, fragmenty projektu Madani, polegającego na badaniach nad unikalnym archiwum studia fototograficznego Shehrazade prowadzonego w Bejrucie od lat 40. przez fotografa Hashem el Madaniego(inne języki),

### 2008
- 9 promieni światła na niebie, pokaz dzieła Henryka Stażewskiego,
- Nie ma sorry, wystawa prac artystów, artyści: Wojciech Bąkowski, Paul Destieu, Wojciech Doroszuk, Łukasz Jastrubczak, Wojciech Kosma, Katarzyna Krakowiak, Mateusz Kula, Anna Molska, Marcin Nowicki, Franciszek Orłowski, Anna Panek, Sławomir Pawszak, Łukasz Pietrzak, Agnieszka Polska, Aneta Ptak, Paweł Sysiak, Aleksandra Winnicka, Marc Tobias Winterhagen, Marzena Zawojska, Julia Zborowska, Piotr Żyliński, zespół kuratorski: Klaudia Benjaszewicz, Aleksandra Jach, Kamila Jezierewska, Katarzyna Karwańska, Piotr Lisowski, Elżbieta Piotrowska, Anna Tomaszewska, Stanisław Welbel,
- Projektowanie książek, 3 edycja wykładów, wystawa Najpiękniejsze książki Szwajcarii 2007, kurator: Magdalena Frankowska, współpraca Marcin Władyka,
- Pokaz nowych modeli i planów Muzeum Sztuki Nowoczesnej w Warszawie, architekt Christian Kerez,
- Kiedy rano otwieram oczy, widzę film, eksperyment w sztuce Jugosławii w latach 60. i 70, kurator: Ana Janevski, architektura wystawy: Monika Sosnowska, współpraca: Tomasz Fudala,
- Żelimir Żilnik w Muzeum Sztuki Nowoczesnej w Warszawie, pokaz filmów i spotkanie z Żelimirem Żilnikiem, jednym z najważniejszych reżyserów byłej Jugosławii,
- Sharon Hayes(inne języki) – W niedalekiej przyszłości, Warszawa, kurator: Monika Szczukowska, współpraca: Tomasz Fudala.